# Xã Niobrara, Quận Knox, Nebraska
Xã Niobrara (tiếng Anh: Niobrara Township) là một xã thuộc quận Knox, tiểu bang Nebraska, Hoa Kỳ. Năm 2010, dân số của xã này là 431 người.